# نادي الوصل موسم 2010–11
تضم هذه الصفحة كل ما يخص نادي الوصل في الموسم الكروي 2010–11 في مختلف البطولات المحلية. حيث تعرض الصفحة جدول مباريات الفريق في استحقاقاته لهذا الموسم مع نتائج المباريات وقوائم اللاعبين والكادر الفني للفريق، بالإضافة إلى ذلك تحتوي الصفحة على أهم الأحداث التي تخص الفريق كأخبار موجزة.
| نادي الوصل                   | نادي الوصل |
| ---------------------------- | ---------- |
| شعار نادي الوصل              |            |
| موسم 2010-11                 |            |
| المدير الفني : سيرجيو فارياس |            |
| بطولات الموسم                |            |
| الدوري الإماراتي للمحترفين   | -          |
| كأس صاحب السمو رئيس الدولة   | -          |
| كأس اتصالات للمحترفين        | -          |
| هداف الفريق                  |            |
| الدوري: الموسـم:             |            |

## أطقم الفريق
- الشركة المصنعة للزي: Uhlsport
- الراعي: مجموعة شركات سيف بالحصا

| الطقم الأساسي | الطقم الاحتياطي |

## قائمة اللاعبين
| الرقم | الجنسية                  | الاسـم                | المركز | تاريخ الميـلاد | ملاحظـات |
| ----- | ------------------------ | --------------------- | ------ | -------------- | -------- |
| 1     | الإمارات العربية المتحدة | راشد علي السويدي      | حارس   | 02 - 12 - 1989 |          |
| 2     | الإمارات العربية المتحدة | عمران عبد الرحمن      | مدافع  | 14 - 09 - 1988 |          |
| 6     | الإمارات العربية المتحدة | وحيد إسماعيل          | مدافع  | 01 - 07 - 1983 |          |
| 7     | الإمارات العربية المتحدة | محمد عمر              | مهاجم  | 11 - 11 - 1976 |          |
| 8     | الإمارات العربية المتحدة | علي محمود             | مدافع  | 14 - 11 - 1979 |          |
| 9     | الإمارات العربية المتحدة | طارق حسن              | وسط    | 18 - 03 - 1983 |          |
| 10    | الإمارات العربية المتحدة | خالد درويش            | وسط    | 17 - 10 - 1979 |          |
| 11    | إسبانيا                  | فرانشيسكو يستي        | وسط    | 06 - 12 - 1979 |          |
| 12    | الإمارات العربية المتحدة | علي حسن الأمير        | حارس   | 21 - 02 - 1987 |          |
| 13    | الإمارات العربية المتحدة | درويش أحمد            | وسط    | 01 - 07 - 1984 |          |
| 14    | الإمارات العربية المتحدة | خلف إسماعيل           | مدافع  | 07 - 12 - 1980 |          |
| 16    | الإمارات العربية المتحدة | عبيد ناصر             | وسط    | 10 - 03 - 1986 |          |
| 17    | البرازيل                 | ألكسندر أوليفيرا      | مهاجم  | 22 - 01 - 1979 |          |
| 20    | الإمارات العربية المتحدة | فاضل أحمد             | وسط    | 03 - 01 - 1985 |          |
| 21    | الإمارات العربية المتحدة | سعيد الكاس            | مهاجم  | 20 - 02 - 1976 |          |
| 22    | الإمارات العربية المتحدة | يوسف القرق            | حارس   | 29 - 09 - 1990 |          |
| 23    | الإمارات العربية المتحدة | محمد جمال             | وسط    | 22 - 07 - 1989 |          |
| 24    | الإمارات العربية المتحدة | راشد عيسى             | مهاجم  | 24 - 08 - 1990 |          |
| 25    | سلطنة عمان               | محمد عبد الله البلوشي | مدافع  | 27 - 08 - 1989 |          |
| 26    | الإمارات العربية المتحدة | حميد بن لاحج          | مدافع  | 18 - 04 - 1990 |          |
| 28    | الإمارات العربية المتحدة | فيصل أحمد             | وسط    | 18 - 08 - 1988 |          |
| 29    | الإمارات العربية المتحدة | ياسر سالم             | مدافع  | 12 - 10 - 1986 |          |
| 32    | الإمارات العربية المتحدة | عمار مبارك            | مهاجم  | 18 - 01 - 1990 |          |
| 33    | الإمارات العربية المتحدة | سعود سعيد             | مدافع  | 28 - 06 - 1990 |          |
| 55    | الإمارات العربية المتحدة | ماجد ناصر             | حارس   | 01 - 04 - 1984 |          |
| 70    | الإمارات العربية المتحدة | ماهر جاسم             | مهاجم  | 22 - 01 - 1989 |          |
| 77    | الإمارات العربية المتحدة | عيسى علي              | وسط    | 02 - 04 - 1981 |          |
| 99    | الإمارات العربية المتحدة | عبد الرحمن خلفان      | مهاجم  | 18 - 11 - 1984 |          |

## الانتقالات

### القادمون
| الجنسية                  | الاسـم           | المركز | قادماً من                | ملاحظـات |
| ------------------------ | ---------------- | ------ | ----------------------- | -------- |
| الإمارات العربية المتحدة | محمد عمر         | مهاجم  | نادي عجمان              |          |
| الإمارات العربية المتحدة | عبد الرحمن خلفان | مهاجم  | نادي الإمارات           |          |
| إسبانيا                  | فرانشيسكو يستي   | وسط    | أتليتيكو بلباو الإسباني |          |
| الإمارات العربية المتحدة | عبيد ناصر        | وسط    | نادي الفجيرة            |          |
| الإمارات العربية المتحدة | علي حسن الأمير   | حارس   | نادي الوحدة             |          |

### المغادرون
| الجنسية                  | الاسـم        | المركز | مغادراً إلى   | ملاحظـات       |
| ------------------------ | ------------- | ------ | ------------ | -------------- |
| المغرب                   | سفيان العلودي | مهاجم  | نادي العين   | انتهاء الإعارة |
| البرازيل                 | إلتون خوزيه   | وسط    | نادي دبي     | انتهاء الإعارة |
| الإمارات العربية المتحدة | عصام درويش    | وسط    | نادي الشارقة |                |
| الإمارات العربية المتحدة | نبيل إبراهيم  | مهاجم  | نادي الشعب   | انتهاء الإعارة |
| الإمارات العربية المتحدة | سامي ربيع     | مدافع  | نادي الجزيرة | انتقال تام     |

## الجهاز الفني
- سيرجيو فارياس - المدير الفني
- لياندرو سمبسون - مساعد المدرب
- حميد يوسف - إداري الفريق
- لويس كارلوس - مدرب اللياقة
- ياسين بن طلعة - مدرب الحراس
- د. طـه الراوي - طبيب الفريق
- لياندرو سوزوكي - معالـج فيزيائي
- نذير بن سكومه - معالج فيزيائي

## المباريات الاستعدادية قبل وأثناء الموسم
المعسكر الخارجي

أقام الوصل معسكره الصيفي الاستعدادي في مدينة نورنبيرغ الألمانية في الفترة ما بين 15 يوليو وحتى 5 أغسطس، خاض خلالها 4 مباريات ودية. تعادل في الأولى أمام انشباخ الألماني سلبياً، ثم خسر من أنطاليا التركي بستة أهداف لهدفين سجلهما ماهر جاسم وخالد درويش، ثم خسر مجدداً من كونوريدا الروماني بثلاثة أهداف لهدف سجله ماهر جاسم، وفي ختام مبارياته الودية في المعسكر خسر الوصل من رديف فريق نورنبيرغ الألماني بثلاثة أهداف لهدف أحرزه البرازيلي ألكسندر أوليفيرا.

مباريات ما قبل الموسم

و بعد أيام من عودة الفريق من المعسكر الخارجي لاقى الوصل نادي الشارقة على ستاد زعبيل بنادي الوصل وخسر بهدف سجله المحترف البرازيلي في صفوف الشارقة مارسيلو أوليفيرا من كرة ثابتة في الشوط الثاني. 
 وبعدها استضاف الوصل بملعبه بطولة دبي الدولية الودية لكرة القدم والتي نظمها مجلس دبي الرياضي بمشاركة فرق الوصل والأهلي الإماراتيين بجانب كل من نادي الوحدات الأردني والمريخ السوداني، فيما كان من المتوقع أن يشارك نادي الزمالك المصري في البطولة ولكنه اعتذر عن المشاركة. أقيمت قرعة البطولة بتاريخ 12 أغسطس وتم تغيير نظام البطولة إلى نظام الدوري حيث يلاقي الوصل نادي المريخ في الجولة الأولى والوحدات في الجولة الثانية دون ملاقاة النادي الأهلي وذلك بعد اتفاق مدربي الفريقين بعدم المواجهة في البطولة نظراً لقرب مباراة الفريقين في الجولة الثانية من دوري المحترفين. وفي افتتاح مباريات البطولة فاز الوصل على المريخ السوداني بهدف وحيد سجله المدافع العماني المحترف في صفوف الوصل محمد الشيبة إثر كرة عرضية مررها له الإسباني فرانشيسكو يستي كما فاز الأهلي على الوحدات بهدفين دون رد لتتغير على هذه النتيجة مواعيد الجولة الثانية كون الأهلي يتقدم على الوصل بفارق الأهداف. وفي المباراة الثانية والتي جمعت الوصل بالوحدات الأردني حقق الوصل الفوز بهدف جميل سجله راشد عيسى بعد كرة جميلة مررها له المخضرم محمد عمر وبعدها قام راشد بخداع مدافع الوحدات ويسدد الكرة قوية في المرمى. وتّوّج الوصل بطلاً للمسابقة بعد أن تعادل المريخ مع الأهلي في الدقائق الأخيرة من مباراتهم مانحين الوصل بذلك كأس البطولة. وحصل الحارس ماجد ناصر على لقب أفضل حارس كما حصل الواعد محمد جمال على لقب أفضل لاعب في البطولة.

أثناء الموسم

بعد جولتين من دوري المحترفين، توقف الدوري لمدة أسبوعين لتجمع المنتخب الأول حيث يخوض فيها مباراة ودية استعدادية مع المنتخب الكويتي، ولعب فيها الوصل مباراة ودية مع فريق النهضة العماني. وفاز عليـه بثلاثة أهداف لهدفين سجل الأهداف فاضل أحمد في الشوط الأول من عرضية مررها له عمار مبارك وسجل الهدف الثاني اللاعب الصاعد عمار مبارك من تمريرة للإسباني فران يستي والذي حمل الهدف الثالث توقيعـه.

### النتائج
وقت المباريات حسب التوقيت المحلي لدولة الإمارات (توقيت غرينيتش+4).
المباريات الودية قبل الموسم
| الوصل | 0 - 0   | أنشباخ |
| ----- | ------- | ------ |
|       | (تقرير) |        |

| الوصل                          | 2 - 6   | أنطاليا |
| ------------------------------ | ------- | ------- |
| ماهر جاسم 47' · خالد درويش 52' | (تقرير) |         |

| الوصل     | 1 - 3   | كونكوريدا |
| --------- | ------- | --------- |
| ماهر جاسم | (تقرير) |           |

| الوصل            | 1 - 3   | نورنبيرغ (الفريق الثاني) |
| ---------------- | ------- | ------------------------ |
| ألكسندر أوليفيرا | (تقرير) |                          |

| الوصل | 0 - 1   | الشارقة |
| ----- | ------- | ------- |
|       | (تقرير) |         |

بطولة دبي الدولية الودية
| الوصل          | 1 - 0   | المريخ |
| -------------- | ------- | ------ |
| محمد الشيبة 4' | (تقرير) |        |

| الوصل         | 1 - 0   | الوحدات |
| ------------- | ------- | ------- |
| راشد عيسى 75' | (تقرير) |         |

المباريات الودية أثناء الموسم
| الوصل                                   | 3 - 2 | النهضة                       |
| --------------------------------------- | ----- | ---------------------------- |
| فاضل أحمد · عمار مبارك · فرانشيسكو يستي |       | رودريجو · عبد الرحمن الساعدي |

### قائمة الهدافين
| اللاعب           | الأهداف |
| ---------------- | ------- |
| ماهر جاسم        | 2       |
| خالد درويش       | 1       |
| ألكسندر أوليفيرا | 1       |
| محمد الشيبة      | 1       |
| فاضل أحمد        | 1       |
| راشد عيسى        | 1       |
| فرانشيسكو يستي   | 1       |
| عمار مبارك       | 1       |

## دوري المحترفين 2010 / 2011
البطولة الأقوى محلياً في نسختها السابعة والثلاثين والثالثة في عهد الاحتراف. أقيمت القرعة بمقر اتحاد الكرة يوم الخميس 22 يوليو 2010 

و التي تمت فيها مراعاة عدم لعب الأندية لعدد من المباريات المتتالية على أرضها أو العكس كما هو في الموسم الماضي. 

الوصل أنهى الموسم السابق في المركز الخامس، كادر جديد وتطلعات تنصب نحو تحقيق مركز متقدم يؤهل لدوري أبطال آسيا.

### ترتيب الفريق
| المركز | الفريق | لعب | فاز | تعادل | خسر | له | عليه | +/- | النقاط |
| ------ | ------ | --- | --- | ----- | --- | -- | ---- | --- | ------ |
| 4      | الوصل  | 16  | 7   | 3     | 6   | 26 | 27   | 1-  | 24     |

### جدول المباريات
| الوصل                              | 1 - 0   | الوحدة |
| ---------------------------------- | ------- | ------ |
| محمد جمال 59' · فرانشيسكو يستي 67' | (تقرير) |        |

| الأهلي                                               | 4 - 1   | الوصل          |
| ---------------------------------------------------- | ------- | -------------- |
| أحمد خميس 2'، 91' · أحمد خليل 23' · أندريه بينجا 44' | (تقرير) | 58' خالد درويش |

| الوصل                             | 2 - 1   | بني ياس            |
| --------------------------------- | ------- | ------------------ |
| ماهر جاسم 4' · فرانشيسكو يستي 61' | (تقرير) | 67' أندريه سنجاهور |

| الظفرة                              | 2 - 3   | الوصل                                                               |
| ----------------------------------- | ------- | ------------------------------------------------------------------- |
| بوريس كابي 11' · حمد عبد الرحمن 69' | (تقرير) | 4' خيري خلفان بالخطأ في مرماه · 37' فرانشيسكو يستي · 89' سعيد الكاس |

| الشباب | 0 - 4   | الوصل                                                                               |
| ------ | ------- | ----------------------------------------------------------------------------------- |
|        | (تقرير) | 14' ألكسندر أوليفيرا · 27' فرانشيسكو يستي · 90' سعيد الكاس · 90+3' ألكسندر أوليفيرا |

| الوصل                                              | 2 - 1   | اتحاد كلباء |
| -------------------------------------------------- | ------- | ----------- |
| فرانشيسكو يستي 2' ضربة جزاء · ألكسندر أوليفيرا 32' | (تقرير) | 42' جريجوري |

| الجزيرة                                                   | 3 - 1   | الوصل         |
| --------------------------------------------------------- | ------- | ------------- |
| إبراهيما دياكيه 42' · إبراهيما دياكيه 67' · أحمد جمعة 86' | (تقرير) | راشد عيسى 71' |

| الوصل                                   | 2 - 2   | العين                           |
| --------------------------------------- | ------- | ------------------------------- |
| فرانشيسكو يستي 17' · فرانشيسكو يستي 81' | (تقرير) | 54' جمعة سعيد · 65' مهند العنزي |

| دبي | - | الوصل |
| --- | - | ----- |
|     |   |       |

| الوصل | - | النصر |
| ----- | - | ----- |
|       |   |       |

| الشارقة | - | الوصل |
| ------- | - | ----- |
|         |   |       |

| الوحدة | - | الوصل |
| ------ | - | ----- |
|        |   |       |

| الوصل | - | الأهلي |
| ----- | - | ------ |
|       |   |        |

| بني ياس | - | الوصل |
| ------- | - | ----- |
|         |   |       |

| الوصل | - | الظفرة |
| ----- | - | ------ |
|       |   |        |

| الوصل | - | الشباب |
| ----- | - | ------ |
|       |   |        |

| اتحاد كلباء | - | الوصل |
| ----------- | - | ----- |
|             |   |       |

| الوصل | - | الجزيرة |
| ----- | - | ------- |
|       |   |         |

| العين | - | الوصل |
| ----- | - | ----- |
|       |   |       |

| الوصل | - | دبي |
| ----- | - | --- |
|       |   |     |

| النصر | - | الوصل |
| ----- | - | ----- |
|       |   |       |

| الوصل | - | الشارقة |
| ----- | - | ------- |
|       |   |         |

### النتائج بالجولات
فوز
  تعادل
  خسارة
| الجولة  | 01 | 02 | 03 | 04 | 05 | 06 | 07 | 08 | 09 | 10 | 11 | 12 | 13 | 14 | 15 | 16 | 17 | 18 | 19 | 20 | 21 | 22 |
| أرض     | H  | A  | H  | A  | A  | H  | A  | H  | A  | H  | A  | A  | H  | A  | H  | H  | A  | H  | A  | H  | A  | H  |
| ------- | -- | -- | -- | -- | -- | -- | -- | -- | -- | -- | -- | -- | -- | -- | -- | -- | -- | -- | -- | -- | -- | -- |
| نتيجة   | W  | L  | W  | W  | W  | W  | L  | D  |    |    |    |    |    |    |    |    |    |    |    |    |    |    |
| الترتيب | 3  | 9  | 5  | 1  | 1  | 1  | 2  | 3  |    |    |    |    |    |    |    |    |    |    |    |    |    |    |

يتم ترتيب الفرق المتساوية في النقاط حسب المواجهة المباشرة بين الفريقين.

### قائمة الهدافين
| اللاعب             | الأهداف |
| ------------------ | ------- |
| فرانشيسكو يستي     | 7       |
| ألكسندر أوليفيرا   | 3       |
| سعيد الكاس         | 2       |
| محمد جمال          | 1       |
| خالد درويش         | 1       |
| ماهر جاسم          | 1       |
| راشد عيسى          | 1       |
| بالخطـأ في المرمـى | 1       |

## كأس صاحب السمو رئيس الدولة «حفظه الله»
أقيمت قرعة المسابقة يوم الأحد الموافق 29 أغسطس 2010 في مدينة رأس الخيمة، حيث أوقعت القرعة الوصل في المجموعة الأولى

و سيبدأ الفريق مشواره في البطولة من دور الـ32 حين يلاقي نادي التعاون بتاريخ 20 سبتمبر 2010.
| الوصل | 8 - 0   | التعاون |
| --- | ------- | ------- |
| راشد عيسى 2'، ألكسندر أوليفيرا 16' · خالد درويش 23' P، محمد جمال 43' · راشد عيسى 60'، عبد الرحمن خلفان 72' · درويش أحمد 86' P، عبد الرحمن خلفان 89' | (تقرير) |         |

| الوصل | - | القوات المسلحة |
| ----- | - | -------------- |
|       |   |                |

### قائمة الهدافين
| اللاعب           | الأهداف |
| ---------------- | ------- |
| راشد عيسى        | 2       |
| عبد الرحمن خلفان | 2       |
| محمد جمال        | 1       |
| ألكسندر أوليفيرا | 1       |
| خالد درويش       | 1       |
| درويش أحمد       | 1       |

## كأس اتصالات 2010 / 2011
البطولة التنشيطية المصاحبة لبطولات رابطة كرة القدم في الإمارات والتي تقام مبارياتها أثناء توقف الدوري لتجمع المنتخب الأول واستحقاقته الدولية. أقيمت القرعة بمقر اتحاد الكرة يوم الخميس 22 يوليو 2010 

حيث أوقعت القرعة فريق الوصل في المجموعة الثانية بجانب أندية الجزيرة والأهلي والشباب والشارقة واتحاد كلباء. 

تم تعديل نظام البطولة عن النسخة السابقة حيث أصحبت تقام المسابقة بنظام الدوري في مجموعتين تضمان 6 فرق في كل منهما يتأهل منها الأول والثاني، تليها مباراتي نصف النهائي والنهائي.

### ترتيب الفريق
| المركز | الفريق | لعب | فاز | تعادل | خسر | له | عليه | +/- | النقاط |
| ------ | ------ | --- | --- | ----- | --- | -- | ---- | --- | ------ |
| 3      | الوصل  | 4   | 1   | 3     | -   | 3  | 2    | 1+  | 6      |

### جدول المباريات
| الشارقة | 0 - 0   | الوصل |
| ------- | ------- | ----- |
|         | (تقرير) |       |

| الوصل                      | 2 - 2   | الجزيرة                       |
| -------------------------- | ------- | ----------------------------- |
| عيسى علي 1' · عيسى علي 79' | (تقرير) | 12' علي مبخوت · 72' أحمد جمعة |

| الشباب | 0 - 1   | الوصل                |
| ------ | ------- | -------------------- |
|        | (تقرير) | 41' ألكسندر أوليفيرا |

| الوصل | 0 - 0   | اتحاد كلباء |
| ----- | ------- | ----------- |
|       | (تقرير) |             |

| الوصل | - | الأهلي |
| ----- | - | ------ |
|       |   |        |

| الأهلي | - | الوصل |
| ------ | - | ----- |
|        |   |       |

| اتحاد كلباء | - | الوصل |
| ----------- | - | ----- |
|             |   |       |

| الوصل | - | الشباب |
| ----- | - | ------ |
|       |   |        |

| الجزيرة | - | الوصل |
| ------- | - | ----- |
|         |   |       |

| الوصل | - | الشارقة |
| ----- | - | ------- |
|       |   |         |

### النتائج بالجولات
فوز
  تعادل
  خسارة
| الجولة  | 01 | 02 | 03 | 04 | 05 | 06 | 07 | 08 | 09 | 10 |
| أرض     | A  | H  | A  | H  | H  | A  | A  | H  | A  | H  |
| ------- | -- | -- | -- | -- | -- | -- | -- | -- | -- | -- |
| نتيجة   | D  | D  | W  | D  |    |    |    |    |    |    |
| الترتيب | 5  | 2  | 1  | 3  |    |    |    |    |    |    |

يتم ترتيب الفرق المتساوية في النقاط حسب المواجهة المباشرة بين الفريقين.

## احصائيات اللاعبين
أرقام من جميع مباريات الموسم الكروي 2010 / 2011 في مختلف البطولات تتضمن مرات الظهور والأهداف والبطاقات الملونة
| الرقم | المركز | الاسم            | الدوري | الدوري  | كأس رئيس الدولة | كأس رئيس الدولة | كأس اتصالات | كأس اتصالات | أخرى   | أخرى    | المجموع | المجموع | البطاقات | البطاقات | البطاقات |
| الرقم | المركز | الاسم            | الظهور | الأهداف | الظهور          | الأهداف         | الظهور      | الأهداف     | الظهور | الأهداف | الظهور  | الأهداف |          |          |          |
| ----- | ------ | ---------------- | ------ | ------- | --------------- | --------------- | ----------- | ----------- | ------ | ------- | ------- | ------- | -------- | -------- | -------- |
| 1     | حارس   | راشد السويدي     | 0      | 0       | 0               | 0               | 3           | 0           | 0      | 0       | 3       | 0       | 0        | 0        | 0        |
| 3     | مدافع  | عمران عبد الرحمن | 5      | 0       | 1               | 0               | 2           | 0           | 1      | 0       | 9       | 0       | 0        | 0        | 0        |
| 6     | مدافع  | وحيد إسماعيل     | 6      | 0       | 1               | 0               | 3           | 0           | 0      | 0       | 10      | 0       | 1        | 0        | 0        |
| 7     | مهاجم  | محمد عمر         | 2      | 0       | 0               | 0               | 2           | 0           | 2      | 0       | 6       | 0       | 1        | 0        | 0        |
| 8     | وسط    | علي محمود        | 5      | 0       | 0               | 0               | 4           | 0           | 2      | 0       | 11      | 0       | 2        | 0        | 0        |
| 9     | وسط    | طارق حسن         | 5      | 0       | 0               | 0               | 4           | 0           | 2      | 0       | 11      | 0       | 1        | 0        | 0        |
| 10    | وسط    | خالد درويش       | 4      | 1       | 1               | 1               | 4           | 0           | 0      | 0       | 9       | 2       | 0        | 0        | 0        |
| 11    | وسط    | فرانشيسكو يستي   | 8      | 8       | 0               | 0               | 2           | 0           | 2      | 0       | 12      | 8       | 2        | 0        | 0        |
| 12    | حارس   | علي الأمير       | 0      | 0       | 0               | 0               | 0           | 0           | 0      | 0       | 0       | 0       | 0        | 0        | 0        |
| 13    | وسط    | درويش أحمد       | 6      | 0       | 1               | 1               | 3           | 0           | 2      | 0       | 12      | 1       | 2        | 1        | 0        |
| 14    | مدافع  | خلف إسماعيل      | 0      | 0       | 1               | 0               | 1           | 0           | 0      | 0       | 2       | 0       | 0        | 0        | 0        |
| 16    | وسط    | عبيد ناصر        | 0      | 0       | 0               | 0               | 1           | 0           | 0      | 0       | 1       | 0       | 1        | 0        | 0        |
| 17    | مهاجم  | ألكسندر أوليفيرا | 8      | 3       | 1               | 1               | 4           | 1           | 2      | 0       | 15      | 5       | 2        | 0        | 0        |
| 20    | مدافع  | فاضل أحمد        | 2      | 0       | 1               | 0               | 4           | 0           | 1      | 0       | 8       | 0       | 0        | 0        | 0        |
| 21    | مهاجم  | سعيد الكاس       | 5      | 2       | 0               | 0               | 1           | 0           | 0      | 0       | 6       | 2       | 0        | 0        | 0        |
| 23    | وسط    | محمد جمال        | 8      | 1       | 1               | 1               | 0           | 0           | 2      | 0       | 11      | 2       | 0        | 0        | 0        |
| 24    | مهاجم  | راشد عيسى        | 5      | 1       | 1               | 2               | 1           | 0           | 1      | 1       | 8       | 4       | 2        | 0        | 0        |
| 25    | مدافع  | محمد الشيبة      | 7      | 0       | 0               | 0               | 2           | 0           | 2      | 1       | 11      | 1       | 3        | 1        | 0        |
| 27    | مهاجم  | حسن يوسف         | 0      | 0       | 0               | 0               | 2           | 0           | 0      | 0       | 2       | 0       | 0        | 0        | 0        |
| 29    | مدافع  | ياسر سالم        | 6      | 0       | 1               | 0               | 2           | 0           | 2      | 0       | 11      | 0       | 2        | 0        | 0        |
| 32    | مهاجم  | عمار مبارك       | 0      | 0       | 0               | 0               | 2           | 0           | 0      | 0       | 2       | 0       | 0        | 0        | 0        |
| 33    | مدافع  | سعود سعيد        | 8      | 0       | 0               | 0               | 0           | 0           | 1      | 0       | 9       | 0       | 1        | 0        | 0        |
| 55    | حارس   | ماجد ناصر        | 8      | 13-     | 1               | 0               | 1           | 2-          | 2      | 0       | 12      | 14-     | 0        | 0        | 0        |
| 70    | مهاجم  | ماهر جاسم        | 5      | 1       | 0               | 0               | 1           | 0           | 2      | 0       | 8       | 1       | 1        | 0        | 0        |
| 77    | وسط    | عيسى علي         | 6      | 0       | 1               | 0               | 4           | 2           | 2      | 0       | 13      | 2       | 1        | 0        | 1        |
| 99    | مهاجم  | عبد الرحمن خلفان | 0      | 0       | 1               | 2               | 1           | 0           | 0      | 0       | 2       | 2       | 0        | 0        | 0        |

أخرى تضم :
- بطولة دبي الدولية لكرة القدم 2010

آخر تحديث بتاريخ 21 نوفمبر 2010

يتم احتساب الأهداف المسجلة على الحراس بوضع علامة (-) عند الحارس الذي سجل عليه الهدف